# Einar Nilsen Skar
Einar Nilsen Skar (18. november 1901 i Drammen – 29. marts 1980 i Lier) var en norsk bokser. 
Han vandt en guldmedalje i vægtklassen fluevægt i NM 1921 og en
guldmedalje i vægtklassen bantamvægt i NM 1922 for Bragerøens Atletklubb og en guldmedalje i vægtklassen bantamvægt i 
NM 1923 for Kristiania Atletklub.
Skar deltog under OL 1920 og var deltager på landsholdet et par gange. Han i Sverige erobrede han den berømte Carpentier-pokal som senere blev et arvestykke i hans familie. Han var formand og sekretær i Drammens Atletklubb i flere år, samt leder af bokseklubben. Han var indehaver af DAK's Æresmedalje og Hederstegnet.
Skar var meget populær og blev anset som en gentleman-bokser som satte stil og teknik højest.